# Old Timers
Old Timers – polski zespół jazzu tradycyjnego, założony w Warszawie w 1965 przez trębacza Henryka Majewskiego, pianistę Wojciecha Kamińskiego i puzonistę Jerzego Kowalskiego. W trakcie formowania składu dołączyli do nich: perkusista Krzysztof Adamek, klarnecista Adam Halter, kontrabasista Roman Radiuk i grający na banjo Jacek Bieńkowski.
Premierowe występy Old Timersów odbyły się w warszawskiej kawiarni „Uśmiech”. W 1966 muzycy wzięli udział we wrocławskim festiwalu Jazz nad Odrą, zdobywając tam wyróżnienie. W roku 1967 zostali już laureatami głównej nagrody festiwalu Złota Tarka w Warszawie, powtarzając ten sukces w latach 1968 i 1969 (są jedynymi w historii imprezy potrójnymi laureatami). W 1968, po ponownym występie na Jazz nad Odrą, zdobyli już pierwsze miejsce na wrocławskim festiwalu.
Swoją renomę zespół potwierdzał podczas wielokrotnych występów na znanych imprezach jazzowych w Polsce i poza jej granicami. Muzycy brali udział w festiwalu Old Jazz Meeting w latach 1973–1979, 1981–83, 1986–87, 1994–95. W Międzynarodowym Festiwalu Jazz Jamboree uczestniczyli w latach 1967–1970, 1973, 1975, 1977, 1979, 1981. Muzykę wykonywaną przez Old Timers można było usłyszeć na koncertach i festiwalach europejskich, a nawet w Indiach (festiwal Jazz Yatra). Nagrywali swe utwory na płytach, dla potrzeb Polskiego Radia, filmu (Był jazz, Vabank, Seksmisja), realizowali recitale dla telewizji. Byli pierwszym polskim zespołem jazzowym, który otrzymał złotą płytę (w 1975 za LP Old Timers with Sandy Brown).
Wśród współpracujących i nagrywających z nimi muzyków zagranicznych byli m.in.: angielski klarnecista Sandy Brown, Amerykanin Albert Nicholas (również grający na klarnecie), Buck Clayton, Joe Newman i Al Grey (trębacze i puzonista orkiestry Counta Basiego), amerykański kornecista „Wild Bill” Davison i saksofonista Benny Waters, saksofonista i klarnecista Bob Wilber oraz tacy wokaliści jak Champion Jack Dupree czy Beryl Bryden.
Wśród muzyków grających w składzie Old Timers byli: Zbigniew Bondarczuk (kontrabas), Stanisław Cieślak (puzon), Andrzej Dorawa (puzon), Jerzy Dunin-Kozicki (perkusja), Tadeusz Federowski (perkusja), Jerzy Galiński (klarnet), Wojciech Jabłoński (klarnet), Andrzej Jagodziński (fortepian), Zbigniew Jaremko (klarnet), Marian Komar (kontrabas), Zbigniew Konopczyński (puzon), Janusz Kozłowski (kontrabas), Zbigniew Kulhawczuk (kontrabas), Janusz Kwiecień (klarnet), Ryszard Lipiec (klarnet), Robert Majewski – syn Henryka Majewskiego, również trębacz jazzowy (po śmierci ojca w 2005 przejął kierownictwo zespołu), Mieczysław Mazur (fortepian), Janusz Mieszek (puzon), Jacek Mikuła (fortepian), Ryszard Ochalski (kontrabas), Tomasz Ochalski (fortepian), Krzysztof Rzucidło (perkusja). Jerzy Stawarz (kontrabas), Henryk Stefański (banjo), Janusz Zabiegliński (klarnet), Jerzy Kuszakiewicz (trąbka). Z towarzyszeniem Old Timers śpiewali też: Hanna Banaszak, Ewa Bem, Marianna Wróblewska, Agnieszka Wilczyńska i Andrzej Rosiewicz.
Obecnie zespół Old Timers występuje w składzie:
- Mark Shepherd – trąbka
- Janusz Kwiecień – klarnet
- Zbigniew Konopczyński – puzon
- Wojciech Kamiński – fortepian
- Paweł Tartanus – banjo, śpiew (zm. w 2021[1])
- Andrzej Zielak – kontrabas
- Bogdan Kulik – perkusja (zm. w 2021[2])

## Dyskografia
- 1968 Jazz Jamboree '68
- 1968 Old Timers with Sandy Brown, LP Polskie Nagrania Muza (Polish Jazz nr 16)
- 1972 Tribute to Armstrong, różni artyści LP Polskie Nagrania Muza (Polish Jazz nr 29)
- 1972 Hold the Line, LP Polskie Nagrania Muza (Polish Jazz nr 30), SX 0842
- 1975(?) Meeting Old Timers i Marianna Wróblewska, LP Polskie Nagrania Muza (Polish Jazz nr 44)
- (?) Old Timers Warsaw, LP ISS
- 1976 Wild Bill Davison & Old Timers, LP PolJazz Z-SX 0616
- 1977 Aquarium Live No. 4, LP PolJazz Z-SX-0672, edycja w ramach Klubu Płytowego PSJ, reedycja na CD Anex AN 306 – w 2009
- 1977 Old Jazz Meeting
- 1978 Old Timers with Wild Bill Davison, LP Polskie Nagrania Muza SX 1771 (Polish Jazz nr 57)
- 1978 Old Timers in Jazz Hall, LP SH
- 1983 Old Timers, LP Pronit PSJ-124
- 1987 Jubileum, LP PolJazz PSJ-192
- 1989 Old Timers Polish Jazz nr 7, CD Polskie Nagrania Muza

## Galeria

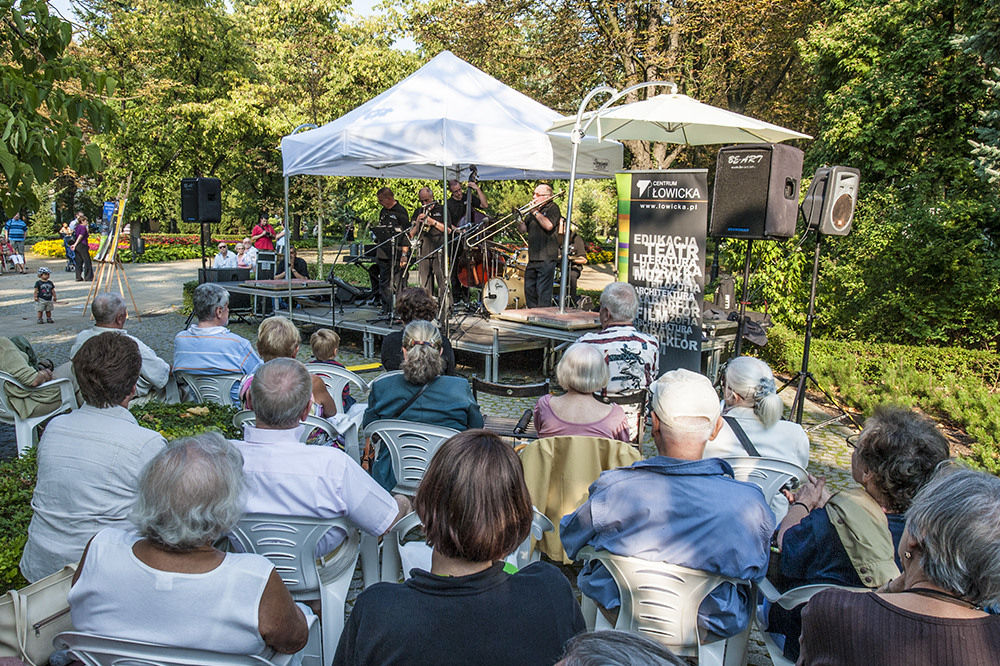
Park Dreszera w Warszawie, sierpień 2012 r.
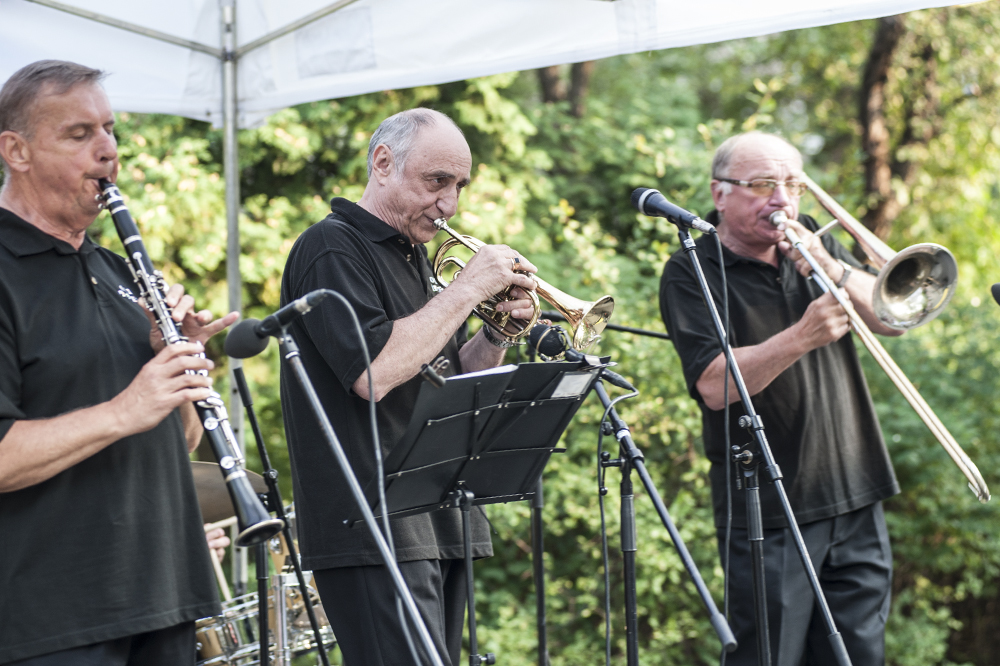
Sekcja dęta
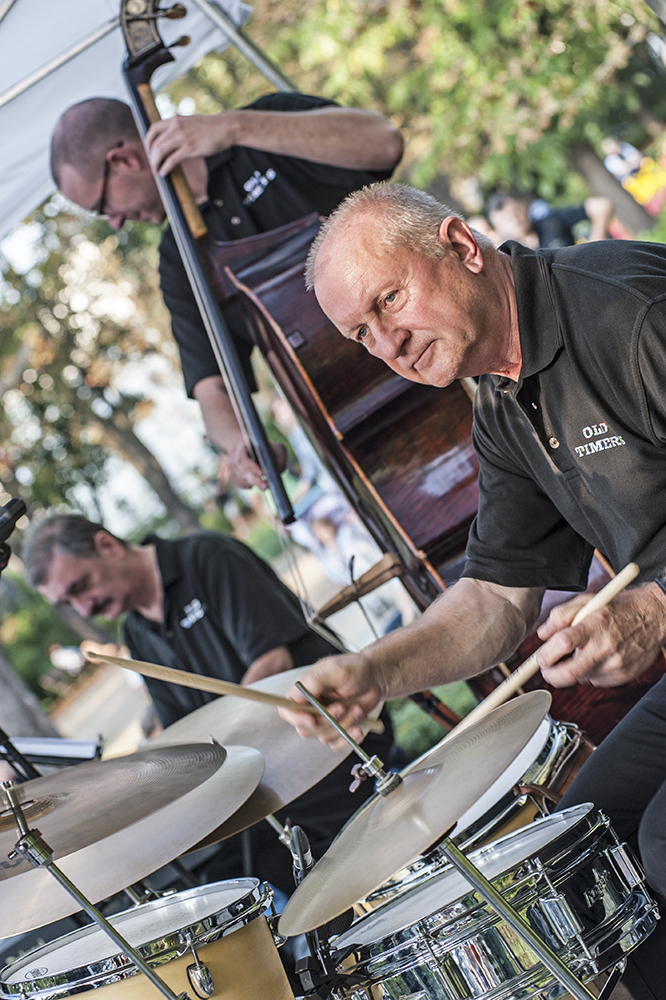
Perkusista Bogdan Kulik
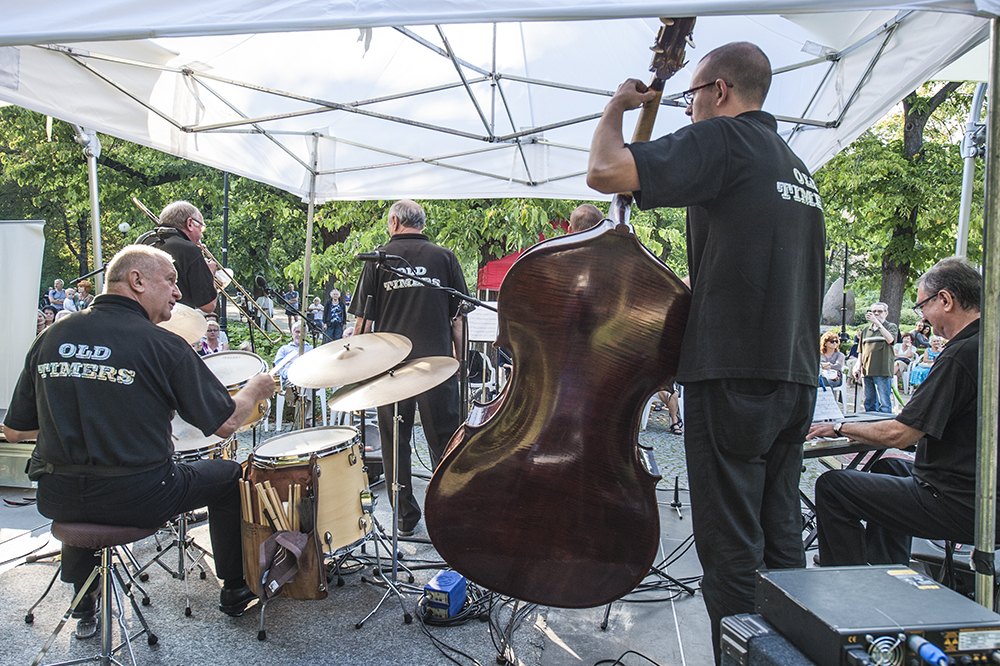
Park Dreszera, Warszawa, sierpień 2012 r.
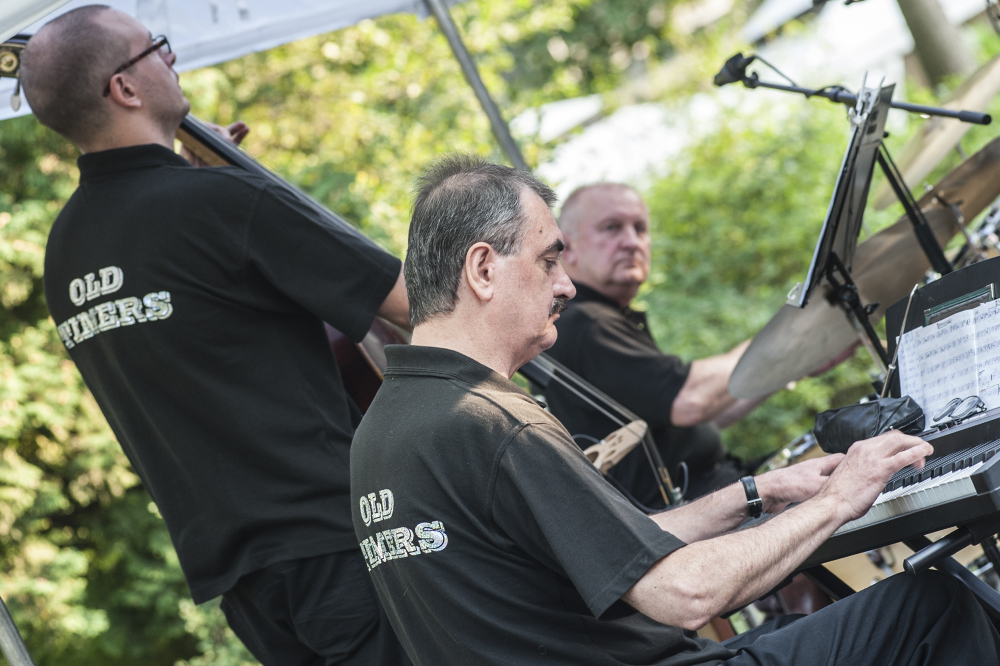
Wojciech Kamiński na klawiszach.